# La Storta
La Storta è la cinquantunesima zona di Roma nell'Agro romano, indicata con Z. LI.
Il toponimo indica anche una frazione di Roma Capitale e la zona urbanistica 20H del Municipio Roma XV.

## Geografia fisica

### Territorio
Si trova nell'area nord-ovest di Roma, a ridosso ed esternamente al Grande Raccordo Anulare, fra il rio Galeria a est e la via Cassia a ovest.
La zona confina:
- a nord con la zona Z. LII Cesano[1]
- a est con le zone Z. LV Isola Farnese[2] e Z. LIV La Giustiniana[3]
- a sud con le zone Z. L Ottavia[4] e Z. XLVIII Casalotti
- a ovest con la zona Z. XLIX Santa Maria di Galeria[5]

## Storia
L'origine de La Storta sembra che sia quella di un'antica stazione di posta, situata su una curva della via Cassia (17º km), dove per secoli è stato fatto il cambio dei cavalli. Come ricorda Abbati, citando una pubblicazione di Leopoldo Fonck del 1924, La Storta "nacque più semplicemente per motivi pratici (…) essendo il sito alla giusta distanza da Roma per la prima e l'ultima tappa di un viaggio: collocata inoltre in un punto strategico, alla confluenza di varie strade come la Braccianese, la Formellese, oggi, e un tempo la Trionfale, la Veientana della vicina Isola Farnese e la Pesciarola dell'attigua Olgiata" (Abbati 2009, p. 329).
La nascita della Storta si fa risalire all'Impero romano: è documentata su una lapide del 380 d.C., all'epoca degli imperatori Graziano, Valentiniano e Teodosio, quando fu costruito uno stabulum (stalla) per il ricovero degli animali. Allora la località era associata al nome Veii, perché non lontana dalla città etrusca di Veio. Era comunque conosciuta già da molto tempo prima come hospitium per i viaggiatori, quando il primo imperatore di Roma, Augusto, trasformò le rovine di Veio in municipio, dando impulso ai commerci viari e alla trasmissione dei messaggi. Ancora prima di Augusto, nel 170 a.C, il console L. Postumio inventò l'istituzione delle poste, forse così chiamate dal suo nome. Probabilmente in questa data si dette un nome al futuro toponimo de La Storta, che era diventato una base di appoggio e di transito per passeggeri e portalettere.
Sigerico, arcivescovo di Canterbury, intorno all'anno 1000 indicò per la prima volta l'esistenza di un centro abitato, cresciuto intorno alla stazione di posta al nono miglio della Cassia-Clodia. Nel Medioevo la località era lungo il tragitto della Via Francigena. In particolare, la località coincideva con submansio II, la prima dopo Roma, denominata Johannis VIIII (San Giovanni in Nono). Questo nome deriva dal fatto che la vecchia stazione di posta (mansio) sorge presso l'attuale chiesa, un tempo denominata San Giovanni in Nono perché situata al nono miglio della via Cassia. La via Francigena proveniva dal Borgo Leonino e da Monte Mario, che i pellegrini chiamavano Mons Gaudii (il monte della gioia); lasciata La Storta, l'itinerario proseguiva per Isola Farnese e poi verso nord.
Alterne vicende, legate alle guerre feudali e soprattutto al brigantaggio, fecero decadere l'importanza strategica del luogo. Alcune bande raggiunsero le dimensioni di un piccolo esercito, contro il quale il papato dovette combattere militarmente. La località cominciò a essere indicata con il nome di "Malpasso", poco alla volta  fu sostituito da "Storta". Nella prima metà del 1500 l'interpretazione che veniva data al nome, come scrisse Rodolfo De Mattei, era sinonimo di appellativo malaugurante. Secondo un'altra versione, il nome "La Storta" ha origine dal fatto che questa località è situata dove la Cassia si biforca in due rami.
Tra gli avvenimenti storici è l'apparizione di Gesù a Sant'Ignazio di Loyola, fondatore della Compagnia di Gesù, che era in viaggio lungo la via Cassia per recarsi a Roma ed essere ricevuto dal papa. Il luogo dell'apparizione è ricordato ancora oggi dalla cappella in piazza della Visione.
In prossimità di questa, sorgeva l'antica stazione di posta per il cambio dei cavalli.
L'unità d'Italia portò la chiusura della stazione di posta, ma anche l'affievolirsi del banditismo e del brigantaggio. Nel 1894, alla stazione de La Storta-Formello arrivò per la prima volta il treno. Durante il fascismo il quartiere ebbe un nuovo sviluppo: fu istituita la Fiera di Merci e Bestiame (la prima si svolse il 2 ottobre 1927), furono costruiti la Casa del Fascio (oggi sede della locale stazione dei Carabinieri), il Dazio, la Caserma di Santa Rosa per la Marina Militare.
Il 4 giugno del 1944 i tedeschi in fuga da Roma, che in quei giorni veniva liberata, compirono un eccidio di 14 prigionieri, ricordati in una lapide sulla via Cassia in zona La Giustiniana, all'imbocco di via Giulio Galli.
La Storta ospita la sede vescovile e la cattedrale della sede suburbicaria di Porto-Santa Rufina, diocesi che si estende tra il Grande Raccordo Anulare e il Mar Tirreno.

## Monumenti e luoghi d'interesse

### Architetture civili
- Castello della Castelluccia, su via Carlo Cavina. Casale del XVI secolo. 41.980976°N 12.398946°E

Costruito sulle rovine di una villa romana dell'età imperiale, annettendo una torre del XIII secolo.
- Casali di San Nicola presso la tenuta di Acquaviva, su via del Casale di San Nicola. Casale del XVI secolo. 41.980504°N 12.350169°E
- Villa Incisa della Rocchetta già Casino di Caccia della tenuta Olgiata, lungo la strada G internamente al comprensorio Olgiata. Villa del XVI secolo. 42.035378°N 12.361363°E
- Ninfeo presso il Casino di caccia della Tenuta di Acquaviva, su via del Casale di Acquaviva. Fontana del XVII secolo. 41.990835°N 12.351623°E
- Villa Bertolami, su via Maria Domenica Brun Barbantini. Casale del XVII secolo. 41.989811°N 12.394746°E
- Casale secondario della tenuta di Acquaviva, su via del Casale di San Nicola. Casale del XVII secolo. 41.995334°N 12.361416°E
- Casale della Posta Vecchia, su piazza della Visione. Casale del XIX secolo. 42.00263°N 12.382862°E

### Architetture religiose

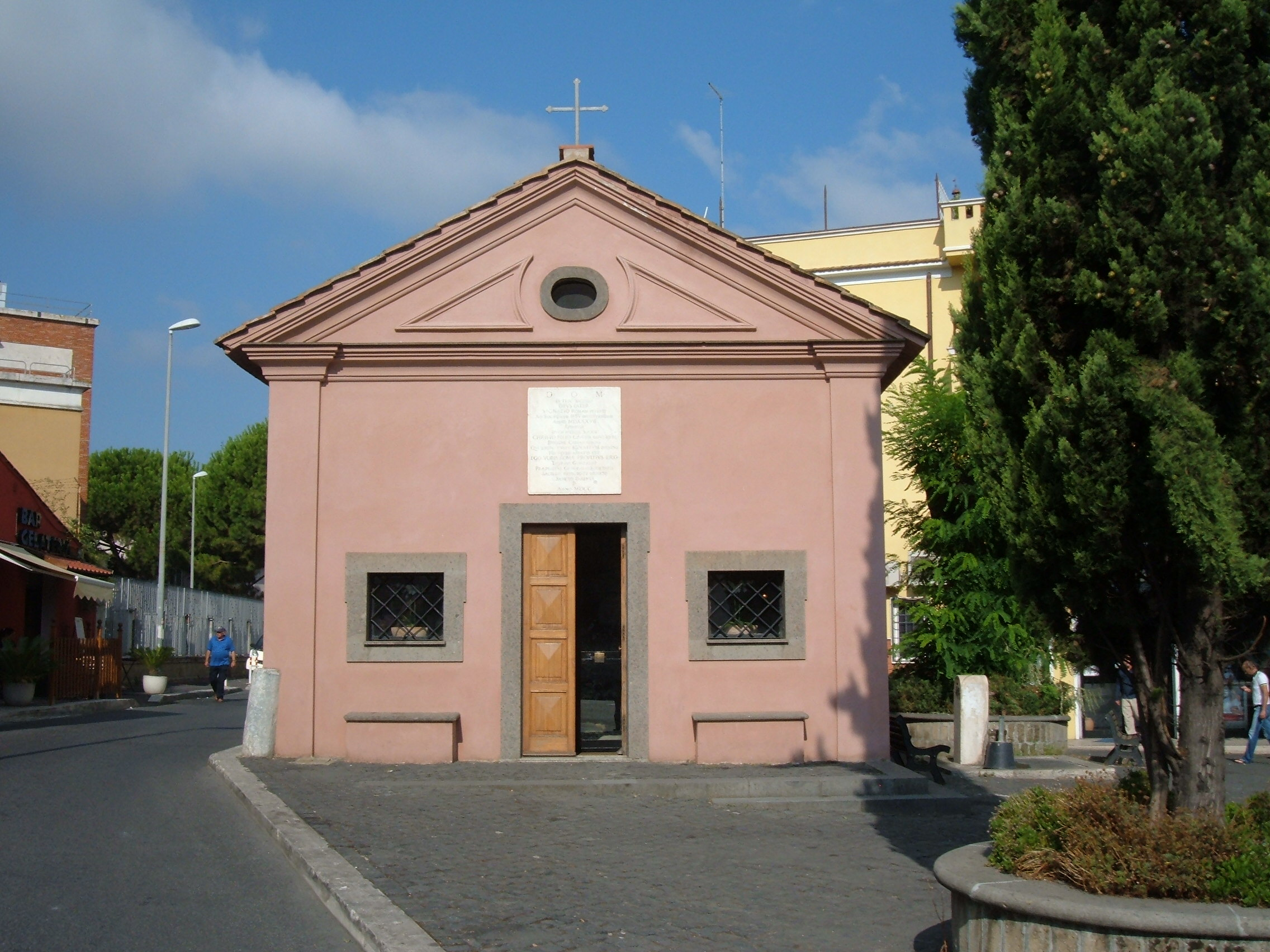
La cappella di Sant'Ignazio

- Cappella della Visione di Sant'Ignazio di Loyola, su piazza della Visione. Cappella del XVII secolo.
- Cattedrale dei Sacri Cuori di Gesù e Maria, chiesa cattedrale della Diocesi di Porto-Santa Rufina, su via del Cenacolo. Chiesa del XX secolo (1950-56).

### Architetture militari
- Santa Rosa, comprensorio militare che ospita il Comando in capo della squadra navale.
- Torre delle Cornacchie, su via Cassia. Torre dell'XI secolo. 41.991814°N 12.394973°E
- Torre di Spizzichino, su via Cassia. Torre medioevale. 41.990345°N 12.398803°E

## Geografia antropica

### Urbanistica
Nel territorio di La Storta si estendono l'omonima zona urbanistica 20H, parte della zona urbanistica 19G Castelluccia e il piano di zona B49 Pian Saccoccia.
Per La Storta è stato deliberato anche il piano di Recupero dei nucleo di edilizia ex abusivo 19.11 "Pian Saccoccia".

### Suddivisioni storiche
Del territorio di La Storta fanno parte la frazione omonima e il comprensorio dell'Olgiata.

## Economia
Una grande tenuta agricola di 80 ettari, chiamata Il Pino, divenne proprietà della Federconsorzi e fu uno dei beni oggetto di molte dispute per il suo potenziale valore di area edificabile.

## Infrastrutture e trasporti
|  | È raggiungibile dalla stazione di La Storta. |

## Sport
La zona è rappresentata dalla squadra di calcio della A.S.D. La Storta Calcio 1938, militante, al 2019-20 in Prima Categoria - Roma Girone B, e dall'associazione sportiva dilettantistica a.s.d. Volley la storta in molteplici campionati e categorie nel settore pallavolo.